# Hugh Morgan (football)
Pour les articles homonymes, voir Hugh Morgan.
Hugh Morgan, né le 20 septembre 1869 à Longriggend (Écosse), mort en décembre 1930 en Écosse, était un footballeur écossais, qui évoluait au poste d'attaquant à Liverpool et en équipe d'Écosse. 
Morgan n'a marqué aucun but lors de ses deux sélections avec l'équipe d'Écosse entre 1898 et 1899.

## Carrière
- 1896-1898 : Saint Mirren
- 1898-1900 : Liverpool
- 1900-1903 : Blackburn Rovers

## Palmarès

### En équipe nationale
- 2 sélections et 0 but avec l'équipe d'Écosse en 1898 et 1899.